# Saint-Amant-Roche-Savine
Saint-Amant-Roche-Savine é uma comuna francesa na região administrativa de Auvérnia-Ródano-Alpes, no departamento Puy-de-Dôme. Estende-se por uma área de 23,81 km². Em 2010 a comuna tinha 530 habitantes (densidade: 22,3 hab./km²).

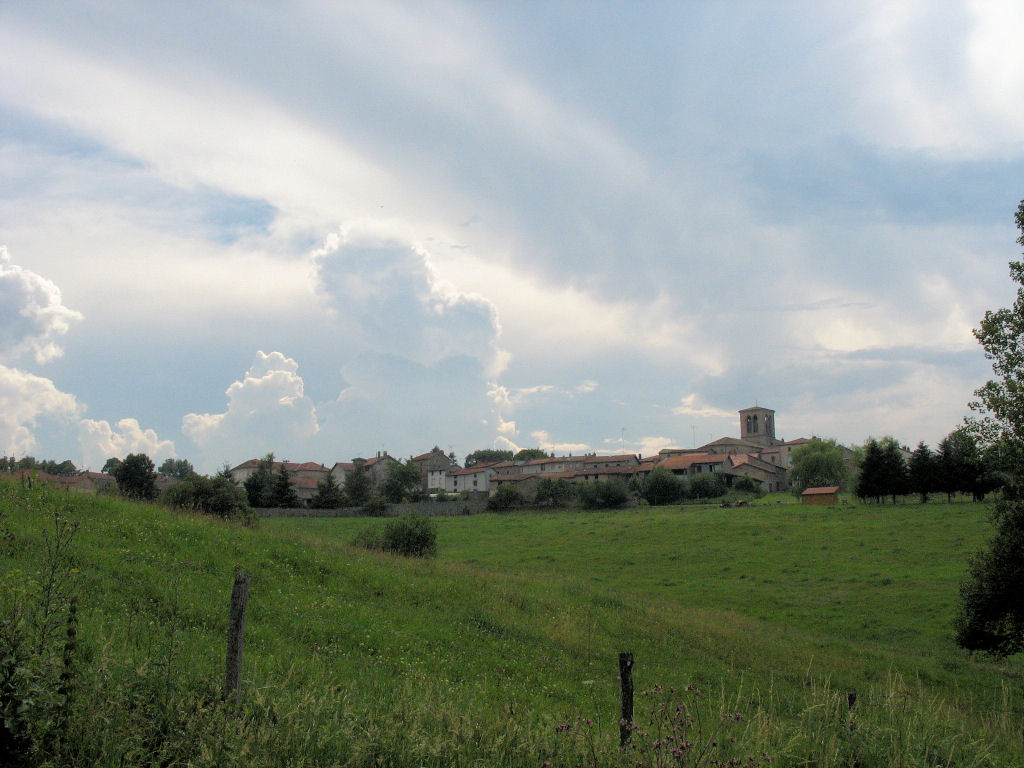
Saint-Amand-Roche-Savine